# 宝台院

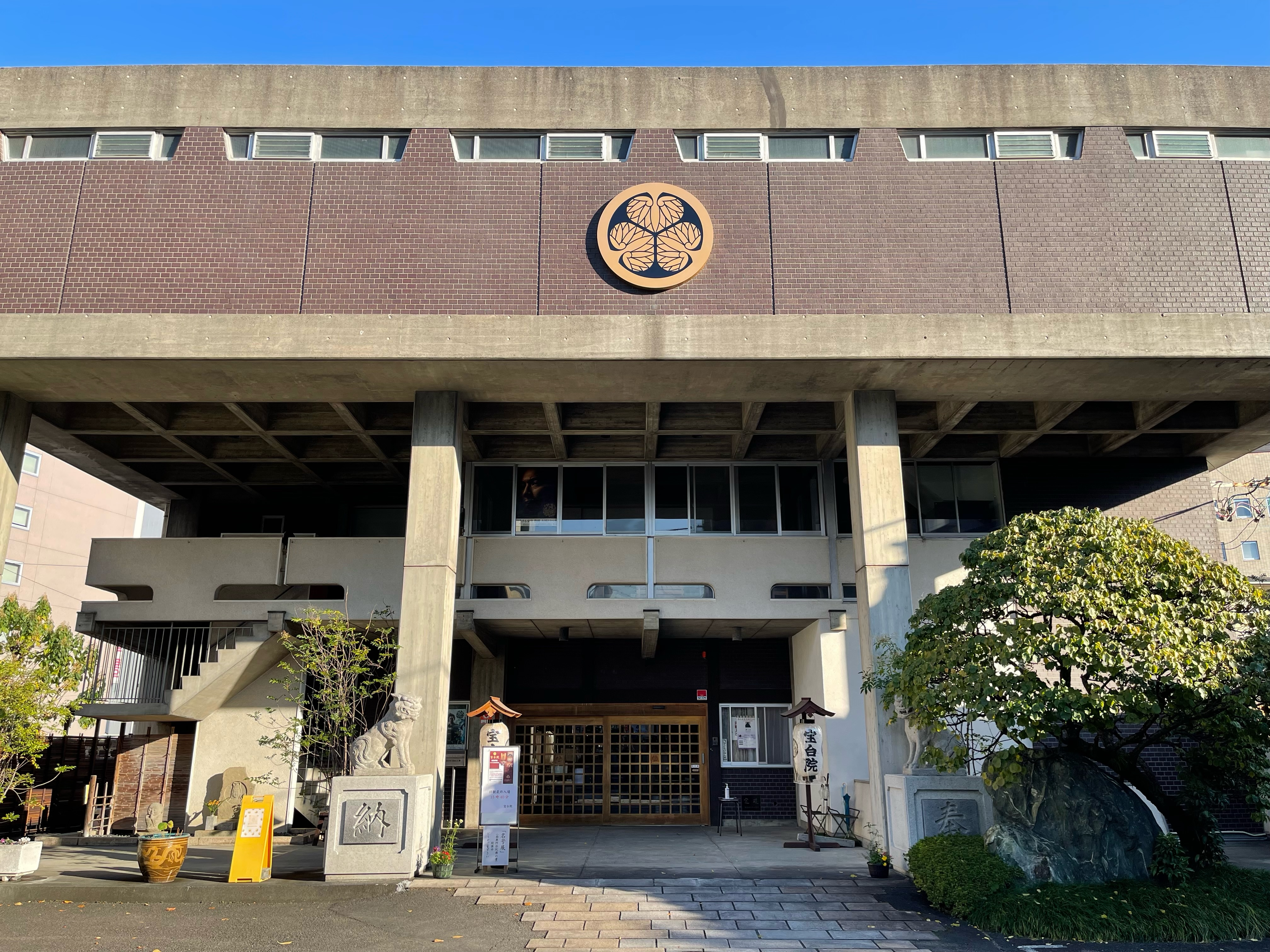
宝台院　本堂を正面から見た景色

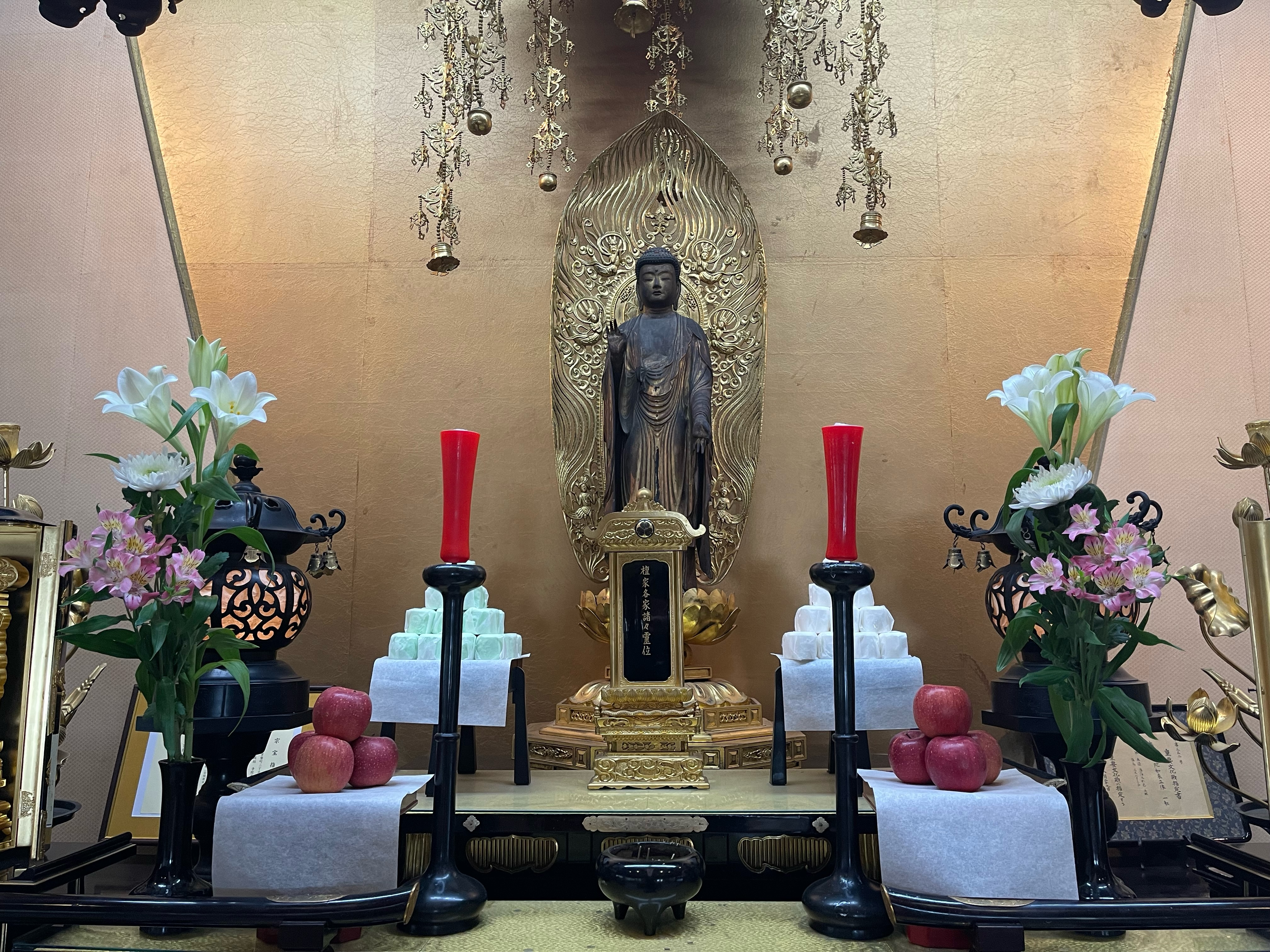
家康公の身代わりとなった仏像

宝台院（ほうだいいん）は、静岡県静岡市葵区常磐町二丁目（旧下魚町）にある浄土宗の寺院。山号は金米山。寺号は龍泉寺。本尊は阿弥陀如来。駿府における徳川家の菩提寺。後水尾天皇の勅許により紫衣を許された常紫衣寺院。

## 概要
江戸時代には江戸幕府から朱印状（朱印三百石）も与えられていたほか住職の江戸城登城時には十万石の格式をあたえられた。
徳川家康の側室で徳川秀忠生母西郷の局（お愛の方）の墓がある。
徳川家康の身代わりとなって矢を受けた守り本尊の快慶作「白本尊阿弥陀如来」（国重要文化財）を安置している。
二代将軍徳川秀忠が現在地に移し大伽藍を建立し増上寺とともに徳川家当用の菩提寺となった。当時は境内に塔頭、末寺が多数あり駿河国触頭であった。また浄土宗の寺格である引込紫衣地七箇寺の一つとなった。
大政奉還後、江戸から徳川慶喜が入りこの寺で謹慎した。
徳川秀忠正室で徳川家光の母であるお江の方の墓および御霊屋も存在していたが現在は増上寺に合祀されている。
家康の墓所である久能山東照宮の麓に宝台院別院があり、徳川家家臣榊原照久の墓所がある。

## 歴史
- 1507年（永正4年）鎌倉光明寺八世祐崇、駿府に龍泉寺（宝台院）を起立[2]。
- 1589年（天正17年）徳川家康の側室で2代将軍となった徳川秀忠の生母西郷局がこの寺に葬られる[2]。
- 1628年（寛永5年）西郷の局の戒名が「宝台院殿一品大夫人松誉定樹大禅定尼」となる[2]。幕府、駿河龍泉寺を宝台院と改める[2]。増上寺とともに徳川家の菩提寺となる[3]。徳川忠長によりお江の方の墓および御霊屋造営
- 1868年（慶応4年）江戸開城後に徳川慶喜が水戸・弘道館からこの寺へ移り、謹慎[2]。
- 1869年（明治2年）9月　徳川慶喜、謹慎が解かれ宝台院から紺屋町元代官屋敷（現浮月楼）に移る[2]。
- 1886年（明治19年）8月　佐倉信武により境内に静岡高等英華学校が設立される。この学校が何年頃まで存続したものかは不明[4]。
- 1904年（明治37年）日露戦争時、ロシア兵の捕虜収容所となる[2]。
- 1940年（昭和15年）1月15日　静岡大火で旧国宝の本堂が焼失[5]。大火後の土地区画整理により、境内地が大幅に縮小された[2]。なお、1628年（寛永5年）徳川秀忠により築造された山門は、1918年（大正7年）菊川市中内田の応声教院に移築されていたため現存する。

## 文化財
- 木造阿弥陀如来立像（国指定重要文化財）
- 徳川家康自画像（市指定重要文化財）
- 西郷の局の墓（市指定重要文化財）
- 徳川家康筆「安元御賀記手習」[6]
- 徳川家康「真の太刀」[7]
- 徳川家康鎧下着切[6]
- 徳川秀忠筆「本多正純宛書状」[6]
- 徳川秀忠筆「千姫宛書状」
- 徳川家光筆「遠山月」
- 徳川家光筆「鶺鴒図」[6]
- 徳川家綱筆「鶏図」[6]
- 徳川慶喜謹慎之地石碑
- 徳川慶喜筆「水如淡」[6]
- 徳川慶喜筆「月可遊」[8]
- 松平元康筆「弓の事」[6]
- 西郷局（お愛の方）肖像画[6]
- 古田織部作 キリシタン灯篭[6]

## ギャラリー

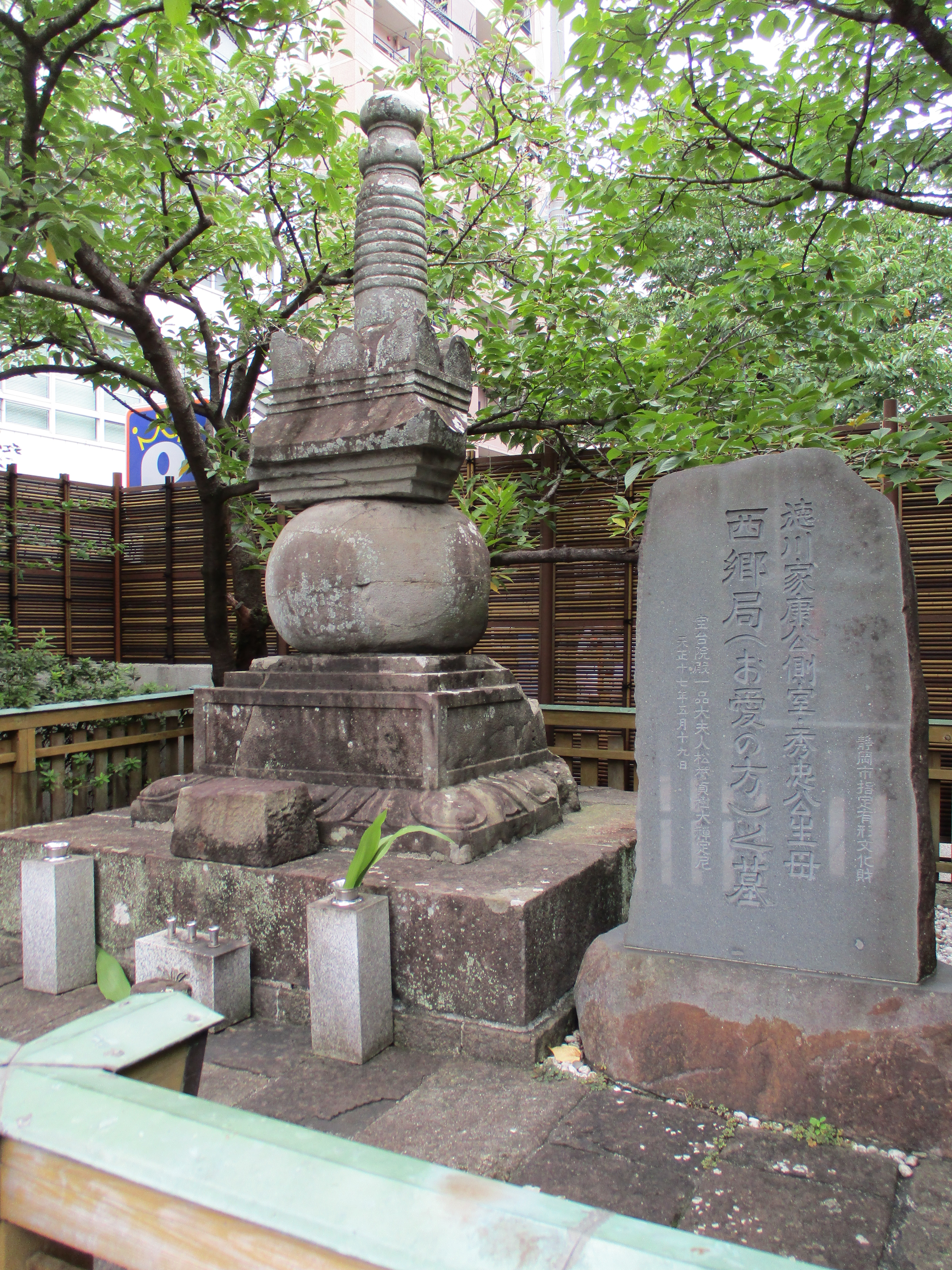
西郷の局の墓
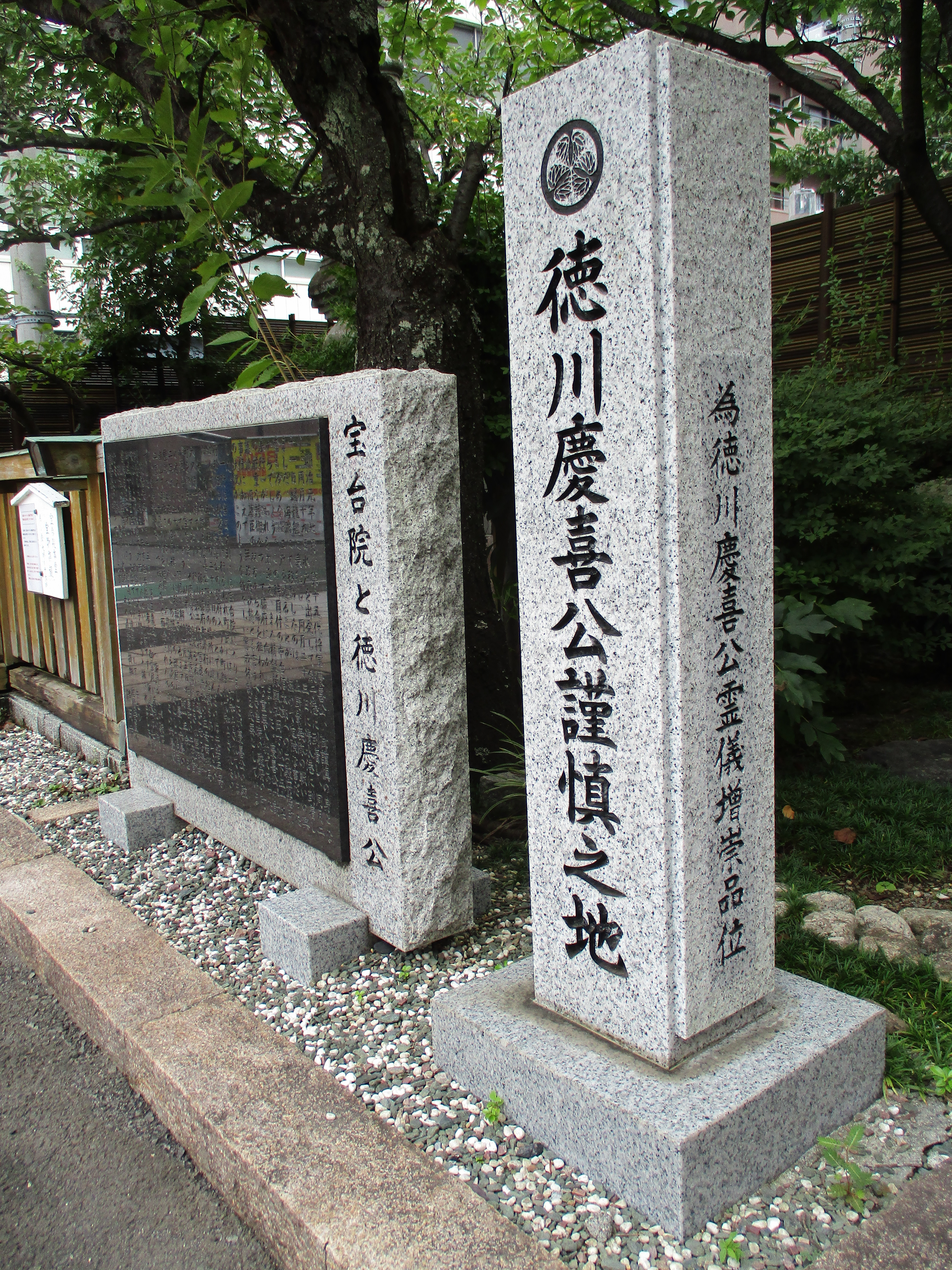
徳川慶喜公謹慎之地の碑
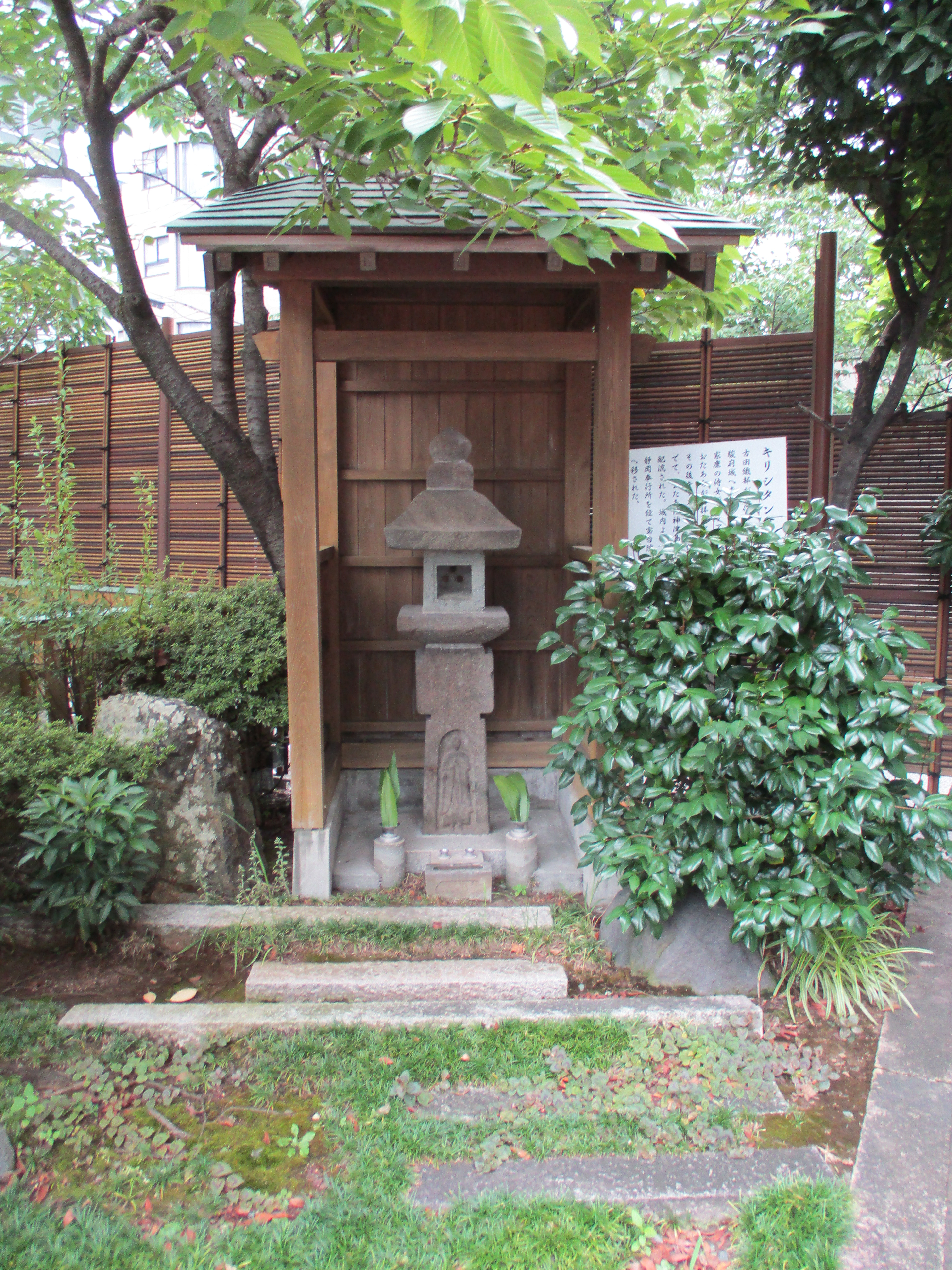
ジュリアおたあのキリシタン灯篭

## 所在地・交通アクセス
- 本院 静岡市葵区常磐町二丁目13番地の2
- 別院 静岡市駿河区安居(あご)291番地
- （本院）JR東海東海道本線静岡駅から徒歩8分
- （本院）しずてつジャストラインバス、藁科線「宝台院」下車徒歩2分

## 参考図書
- 飯田 宏『静岡県英学史』講談社 1967年